# Samir Barać
Samir Barač (* 2. listopadu 1973, Rijeka, Jugoslávie) je bývalý chorvatský vodní pólista. Na Letních olympijských hrách 2012 v Londýně získal zlatou medaili. Zúčastnil se čtyř olympijských her. Je též mistrem světa z roku 2007.